# Groupe A des éliminatoires de la Coupe d'Afrique des nations de football 2025
 (juillet 2024).
 (juin 2025).
Le groupe A des éliminatoires de la Coupe d'Afrique des nations de football 2025 est une compétition qualificative pour la phase finale de la Coupe d'Afrique des nations de football 2025, qui se déroule en Maroc.
Navigation
Tour préliminaire Groupe B

## Tirage au sort
Le tirage au sort a eu lieu le 4 juillet 2024 au Johannesburg. Les têtes de série sont désignées via un classement FIFA (construit d'après les résultats lors des dernières FIFA).
Le tirage au sort désigne les équipes suivantes dans le groupe A. Les quarante-huit équipes sont réparties en douze dans quatre chapeaux.
- Chapeau 1 :  Tunisie (41e du classement FIFA)
- Chapeau 2 :  Madagascar (104e du classement FIFA)
- Chapeau 3 :  Comores (119e du classement FIFA)
- Chapeau 4 :  Gambie (132e du classement FIFA)

## Classement
| Rang | Équipe     | Pts | J | G | N | P | Bp | Bc | Diff |  | Résultats (▼ dom., ► ext.) |     |     |     |     |
| ---- | ---------- | --- | - | - | - | - | -- | -- | ---- |  | -------------------------- | --- | --- | --- | --- |
| 1    | Tunisie    | 10  | 5 | 3 | 1 | 1 | 7  | 4  | +3   |  | Tunisie                    |     | 0-1 | -   | 1-0 |
| 2    | Comores    | 9   | 5 | 2 | 3 | 0 | 6  | 1  | +5   |  | Comores                    | 1-1 |     | 1-1 | -   |
| 3    | Gambie     | 5   | 5 | 1 | 2 | 2 | 5  | 6  | -1   |  | Gambie                     | 1-2 | 1-2 |     | 1-0 |
| 4    | Madagascar | 2   | 5 | 0 | 2 | 3 | 3  | 5  | -2   |  | Madagascar                 | 2-3 | 1-1 | 1-1 |     |

- Qualification pour la CAN 2025

## Résultats
| 1re journée                  | Comores        | 1 - 1   | Gambie                | Stade Ben M'Hamed El Abdi, El Jadida |                                   |
| 4 septembre 2024 17:00 UTC+1 | M'Changama 37e | (1 - 1) | 45+1e Barrow          | Arbitrage : Ali Chelanget Sabilla    | Arbitrage : Ali Chelanget Sabilla |
| 4 septembre 2024 17:00 UTC+1 |                | Rapport | 63e Minteh 89e Darboe | Arbitrage : Ali Chelanget Sabilla    | Arbitrage : Ali Chelanget Sabilla |

| 1re journée                  | Tunisie        | 1 - 0   | Madagascar                                                       | Stade olympique Hammadi Agrebi, Radès |                                       |
| 5 septembre 2024 20:00 UTC+1 | Sassi 90+8e    | (0 - 0) |                                                                  | Arbitrage : Jean Jacques Ndala Ngambo | Arbitrage : Jean Jacques Ndala Ngambo |
| 5 septembre 2024 20:00 UTC+1 | Ben Ouanes 76e | Rapport | 36e Amada 49e Randrianantenaina 82e Andriamatsinoro 90+2e Laiton | Arbitrage : Jean Jacques Ndala Ngambo | Arbitrage : Jean Jacques Ndala Ngambo |

| 2e journée                   | Gambie      | 1 - 2   | Tunisie                   | Stade Ben M'Hamed El Abdi, El Jadida |                             |
| 8 septembre 2024 17:00 UTC+1 | Sowe 14e    | (1 - 1) | 11e Abdi 75e Ben Romdhane | Arbitrage : Mitiku Tewodros          | Arbitrage : Mitiku Tewodros |
| 8 septembre 2024 17:00 UTC+1 | Adams 90+6e | Rapport | 58e Sassi 88e Jouini      | Arbitrage : Mitiku Tewodros          | Arbitrage : Mitiku Tewodros |

| 2e journée                   | Madagascar         | 1 - 1   | Comores        | Stade olympique Hammadi Agrebi, Radès |                                    |
| 9 septembre 2024 17:00 UTC+1 | Andriamatsinoro 9e | (1 - 1) | 41e M'Changama | Arbitrage : Patrice Tanguy Mebiame    | Arbitrage : Patrice Tanguy Mebiame |
| 9 septembre 2024 17:00 UTC+1 | Raheriniaina 86e   | Rapport | 61e Bourhane   | Arbitrage : Patrice Tanguy Mebiame    | Arbitrage : Patrice Tanguy Mebiame |

| 3e journée                  | Madagascar      | 1 - 1   | Gambie       | Stade Larbi Zaouli, Casablanca    |                                   |
| 11 octobre 2024 15:00 UTC+1 | Couturier 45+2e | (1 - 0) | 90+7e Minteh | Arbitrage : Ali Chelanget Sabilla | Arbitrage : Ali Chelanget Sabilla |
| 11 octobre 2024 15:00 UTC+1 | Raveloson 25e   | Rapport | 85e Manneh   | Arbitrage : Ali Chelanget Sabilla | Arbitrage : Ali Chelanget Sabilla |

| 3e journée                  | Tunisie         | 0 - 1   | Comores                | Stade olympique Hammadi Agrebi, Radès |                           |
| 11 octobre 2024 20:00 UTC+1 |                 | (0 - 0) | 63e Said               | Arbitrage : Joseph Ogabor             | Arbitrage : Joseph Ogabor |
| 11 octobre 2024 20:00 UTC+1 | Bouchniba 90+4e | Rapport | 23e Abdallah 84e Omari | Arbitrage : Joseph Ogabor             | Arbitrage : Joseph Ogabor |

| 4e journée                  | Gambie                | 1 - 0   | Madagascar           | Stade Ben M'Hamed El Abdi, El Jadida |                              |
| 14 octobre 2024 15:00 UTC+1 | Barrow 62e            | (0 - 0) |                      | Arbitrage : Bouchra Karboubi         | Arbitrage : Bouchra Karboubi |
| 14 octobre 2024 15:00 UTC+1 | Ceesay 30e Fadera 38e | Rapport | 30e Laiton 30e Caddy | Arbitrage : Bouchra Karboubi         | Arbitrage : Bouchra Karboubi |

| 4e journée                  | Comores                     | 1 - 1   | Tunisie                                          | Stade Félix Houphouët-Boigny, Abidjan |                                |
| 15 octobre 2024 19:00 UTC+0 | Selemani 49e                | (0 - 0) | 68e Meriah                                       | Arbitrage : Tsegay Mogos Teklu        | Arbitrage : Tsegay Mogos Teklu |
| 15 octobre 2024 19:00 UTC+0 | M'Dahoma 6e · I.Mohamed 37e | Rapport | 32e Ben Hamida · 61e Jaziri · 90+2e Ben Romdhane | Arbitrage : Tsegay Mogos Teklu        | Arbitrage : Tsegay Mogos Teklu |

| 5e journée       | Madagascar                     | 2 - 3   | Tunisie                        | Loftus Versfeld Stadium, Pretoria |                          |
| 14 novembre 2024 | Memmiche 20e (csc) Amada 45+3e | (2 - 2) | 6e Rafia 39e Ltaief 90+3e Abdi | Arbitrage : Pierre Atcho          | Arbitrage : Pierre Atcho |
| 14 novembre 2024 | Fontaine 45e Amada 78e         | Rapport | 74e Kechrida 89e Kechrida      | Arbitrage : Pierre Atcho          | Arbitrage : Pierre Atcho |

| 5e journée       | Gambie                | 1 - 2   | Comores                       | Stade municipal de Berkane, Berkane |                           |
| 15 novembre 2024 | Jatta 18e             | (1 - 1) | 25e Said 90e Maolida          | Arbitrage : Ibrahim Mutaz           | Arbitrage : Ibrahim Mutaz |
| 15 novembre 2024 | Manneh 61e Touray 62e | Rapport | 40e M'Changama 90+6e Youssouf | Arbitrage : Ibrahim Mutaz           | Arbitrage : Ibrahim Mutaz |

| 6e journée             | Tunisie    | 0 - 1   | Gambie               | Stade olympique Hammadi Agrebi, Radès |                           |
| 18 novembre 2024 20:00 |            | (0 - 1) | 17e Ceesay           | Arbitrage : Daniel Laryéa             | Arbitrage : Daniel Laryéa |
| 18 novembre 2024 20:00 | Meriah 59e |         | 62e Ceesay 71e Barry | Arbitrage : Daniel Laryéa             | Arbitrage : Daniel Laryéa |

| 6e journée             | Comores            | 1 - 0   | Madagascar                 | Stade Mimoun-Al-Arsi, Al Hoceima |                            |
| 18 novembre 2024 20:00 | Bourhane 47e       | (0 - 0) |                            | Arbitrage : Mahmood Ismail       | Arbitrage : Mahmood Ismail |
| 18 novembre 2024 20:00 | Omari 43e Said 48e |         | 28e Rabemananjara 35e Rojo | Arbitrage : Mahmood Ismail       | Arbitrage : Mahmood Ismail |